# Terratrèmol de Chiapas de 2017
El terratrèmol de Mèxic de 2017 fou un moviment tel·lúric causat per una fractura de plaques esdevingut a les 23:49:18 (hora local UTC-5) del 7 de setembre i de magnitud 8,2 Mww. L'epicentre se situà al golf de Tehuantepec, a 137 km al sud-oest de Pijijiapan (Chiapas), i a 69,7 km de profunditat, prop de la frontera entre Guatemala i Mèxic, pel que a més de a Mèxic fou percebut a Guatemala, El Salvador i Hondures. Suposà el terratrèmol més fort de Mèxic des del terratrèmol de Jalisco de 1932.

## Rèpliques
Després del sisme principal i fins a les 17:00, hora local (UTC -5) del 13 de setembre de 2017, es van registrar 36 rèpliques de magnitud superior a 5 a l'escala de Richter. La major rèplica fou la primera, esdevinguda a les 00:17:42 (hora local) amb magnitud 6,1.
Més tard hi hagués més de 770 rèpliques de magnituds inferiors. A continuació s'hi mostra la llista de rèpliques de magnitud 5 o més:
| #         | Data i hora (UTC -5)             | Epicentre                              | Epicentre                                 | Profunditat | Magnitud Richter |
| #         | Data i hora (UTC -5)             | Coordenades                            | Ubicació                                  | Profunditat | Magnitud Richter |
| --------- | -------------------------------- | -------------------------------------- | ----------------------------------------- | ----------- | ---------------- |
| Principal | 7 de setembre de 2017. 23:49:18  | 14° 51′ N, 94° 51′ O / 14.85°N,94.85°O | 133 km al sud-oest de Pijijiapan, Chiapas | 58 km       | 8,2              |
| 1         | 8 de setembre de 2017. 00:17:42  | 15° 37′ N, 94° 51′ O / 15.62°N,94.85°O | 72 km al sud-est de Salina Cruz, Oaxaca   | 32 km       | 6,1              |
| 2         | 8 de setembre de 2017. 00:24:35  | 15° 14′ N, 94° 38′ O / 15.24°N,94.64°O | 121 km al sud-est de Salina Cruz, Oaxaca  | 13 km       | 5,8              |
| 3         | 8 de setembre de 2017. 00:33:38  | 15° 17′ N, 94° 39′ O / 15.29°N,94.65°O | 114 km al sud-est de Salina Cruz, Oaxaca  | 29 km       | 5,7              |
| 4         | 8 de setembre de 2017. 00:44:28  | 15° 35′ N, 94° 52′ O / 15.59°N,94.86°O | 75 km al sud-est de Salina Cruz, Oaxaca   | 27 km       | 5,6              |
| 5         | 8 de setembre de 2017. 00:57:00  | 15° 05′ N, 94° 31′ O / 15.09°N,94.52°O | 137 km al sud-oest de Tonalá, Chiapas     | 21 km       | 5,1              |
| 6         | 8 de setembre de 2017. 01:08:47  | 15° 27′ N, 94° 47′ O / 15.45°N,94.78°O | 92 km al sud-est de Salina Cruz, Oaxaca   | 10 km       | 5,0              |
| 7         | 8 de setembre de 2017. 02:38:38  | 15° 31′ N, 94° 50′ O / 15.52°N,94.83°O | 83 km al sud-est de Salina Cruz, Oaxaca   | 50 km       | 5,3              |
| 8         | 8 de setembre de 2017. 02:59:57  | 15° 35′ N, 94° 55′ O / 15.58°N,94.91°O | 73 km al sud-est de Salina Cruz, Oaxaca   | 50 km       | 5,2              |
| 9         | 8 de setembre de 2017. 03:34:34  | 15° 10′ N, 94° 20′ O / 15.17°N,94.33°O | 130 km al sud-oest de Tonalá, Chiapas     | 16 km       | 5,9              |
| 10        | 8 de setembre de 2017. 06:25:56  | 15° 54′ N, 95° 07′ O / 15.90°N,95.11°O | 32 km al sud-est de Salina Cruz, Oaxaca   | 59 km       | 5,0              |
| 11        | 8 de setembre de 2017. 06:43:07  | 15° 50′ N, 95° 02′ O / 15.83°N,95.04°O | 42 km al sud-est de Salina Cruz, Oaxaca   | 59 km       | 5,2              |
| 12        | 8 de setembre de 2017. 09:24:59  | 15° 47′ N, 94° 56′ O / 15.78°N,94.93°O | 94 km al sud-oest de Arriaga, Chiapas     | 16 km       | 5,3              |
| 13        | 8 de setembre de 2017. 09:45:00  | 15° 44′ N, 94° 54′ O / 15.73°N,94.90°O | 60 km al sud-est de Salina Cruz, Oaxaca   | 97 km       | 5,5              |
| 14        | 8 de setembre de 2017. 12:02:55  | 15° 46′ N, 94° 56′ O / 15.77°N,94.94°O | 54 km al sud-est de Salina Cruz, Oaxaca   | 71 km       | 5,0              |
| 15        | 8 de setembre de 2017. 13:24:14  | 16° 03′ N, 95° 20′ O / 16.05°N,95.33°O | 20 km al sud-oest de Salina Cruz, Oaxaca  | 75 km       | 5,1              |
| 16        | 8 de setembre de 2017. 13:57:23  | 16° 10′ N, 95° 14′ O / 16.17°N,95.24°O | 6 km al sud-oest de Salina Cruz, Oaxaca   | 65 km       | 5,2              |
| 17        | 8 de setembre de 2017. 21:32:07  | 15° 05′ N, 94° 20′ O / 15.08°N,94.33°O | 127 km al sud-oest de Tonalá, Chiapas     | 20 km       | 5,4              |
| 18        | 8 de setembre de 2017. 22:08:14  | 15° 43′ N, 94° 32′ O / 15.71°N,94.54°O | 87 km al sud-est de Salina Cruz, Oaxaca   | 16 km       | 5,3              |
| 19        | 8 de setembre de 2017. 23:54:48  | 14° 44′ N, 94° 15′ O / 14.73°N,94.25°O | 154 km al sud-oest de Pijijiapan, Chiapas | 20 km       | 5,6              |
| 20        | 9 de setembre de 2017. 00:22:16  | 15° 31′ N, 94° 51′ O / 15.52°N,94.85°O | 82 km al sud-est de Salina Cruz, Oaxaca   | 16 km       | 5,2              |
| 21        | 9 de setembre de 2017. 01:24:20  | 15° 39′ N, 95° 02′ O / 15.65°N,95.04°O | 61 km al sud-est de Salina Cruz, Oaxaca   | 17 km       | 5,0              |
| 22        | 9 de setembre de 2017. 07:17:40  | 15° 47′ N, 94° 56′ O / 15.79°N,94.93°O | 52 km al sud-est de Salina Cruz, Oaxaca   | 55 km       | 5,4              |
| 23        | 9 de setembre de 2017. 10:30:09  | 15° 43′ N, 95° 04′ O / 15.71°N,95.06°O | 54 km al sud-est de Salina Cruz, Oaxaca   | 26 km       | 5,0              |
| 24        | 9 de setembre de 2017. 15:26:16  | 15° 39′ N, 94° 55′ O / 15.65°N,94.91°O | 66 km al sud-est de Salina Cruz, Oaxaca   | 32 km       | 5,0              |
| 25        | 9 de setembre de 2017. 22:07:21  | 15° 18′ N, 94° 42′ O / 15.30°N,94.70°O | 111 km al sud-est de Salina Cruz, Oaxaca  | 15 km       | 5,8              |
| 26        | 10 de setembre de 2017. 10:28:50 | 15° 13′ N, 94° 34′ O / 15.21°N,94.57°O | 127 km al sud-est de Salina Cruz, Oaxaca  | 20 km       | 5,0              |
| 27        | 11 de setembre de 2017. 09:55:58 | 15° 15′ N, 94° 33′ O / 15.25°N,94.55°O | 124 km al sud-est de Salina Cruz, Oaxaca  | 16 km       | 5,2              |
| 28        | 11 de setembre de 2017. 16:09:13 | 15° 03′ N, 94° 14′ O / 15.05°N,94.24°O | 140 km al sud-oest de Tonalá, Chiapas     | 20 km       | 5,2              |
| 29        | 11 de setembre de 2017. 20:12:31 | 15° 01′ N, 94° 58′ O / 15.02°N,94.96°O | 126 km al sud-oest de Tonalá, Chiapas     | 34 km       | 5,6              |
| 30        | 12 de setembre de 2017. 00:08:45 | 15° 01′ N, 93° 59′ O / 15.01°N,93.98°O | 111 km al sud-oest de Pijijiapan, Chiapas | 13 km       | 5,3              |
| 31        | 12 de setembre de 2017. 04:20:01 | 15° 32′ N, 95° 04′ O / 15.53°N,95.06°O | 73 km al sud de Salina Cruz, Oaxaca       | 16 km       | 5,0              |
| 32        | 12 de setembre de 2017. 15:07:30 | 15° 22′ N, 94° 48′ O / 15.37°N,94.80°O | 99 km al sud-est de Salina Cruz, Oaxaca   | 16 km       | 5,0              |
| 33        | 12 de setembre de 2017. 21:01:38 | 15° 01′ N, 94° 37′ O / 15.01°N,94.62°O | 144 km al sud-est de Salina Cruz, Oaxaca  | 20 km       | 5,0              |
| 34        | 13 de setembre de 2017. 00:09:31 | 15° 13′ N, 93° 43′ O / 15.21°N,93.71°O | 75 km al sud-oest de Pijijiapan, Chiapas  | 51 km       | 5,0              |
| 35        | 13 de setembre de 2017. 16:30:46 | 15° 22′ N, 95° 15′ O / 15.37°N,95.25°O | 90 km al sud de Salina Cruz, Oaxaca       | 20 km       | 5,3              |
| 36        | 13 de setembre de 2017. 16:42:12 | 14° 53′ N, 94° 20′ O / 14.89°N,94.34°O | 147 km al sud-oest de Tonalá, Chiapas     | 16 km       | 5,2              |